# Ignacio Serricchio

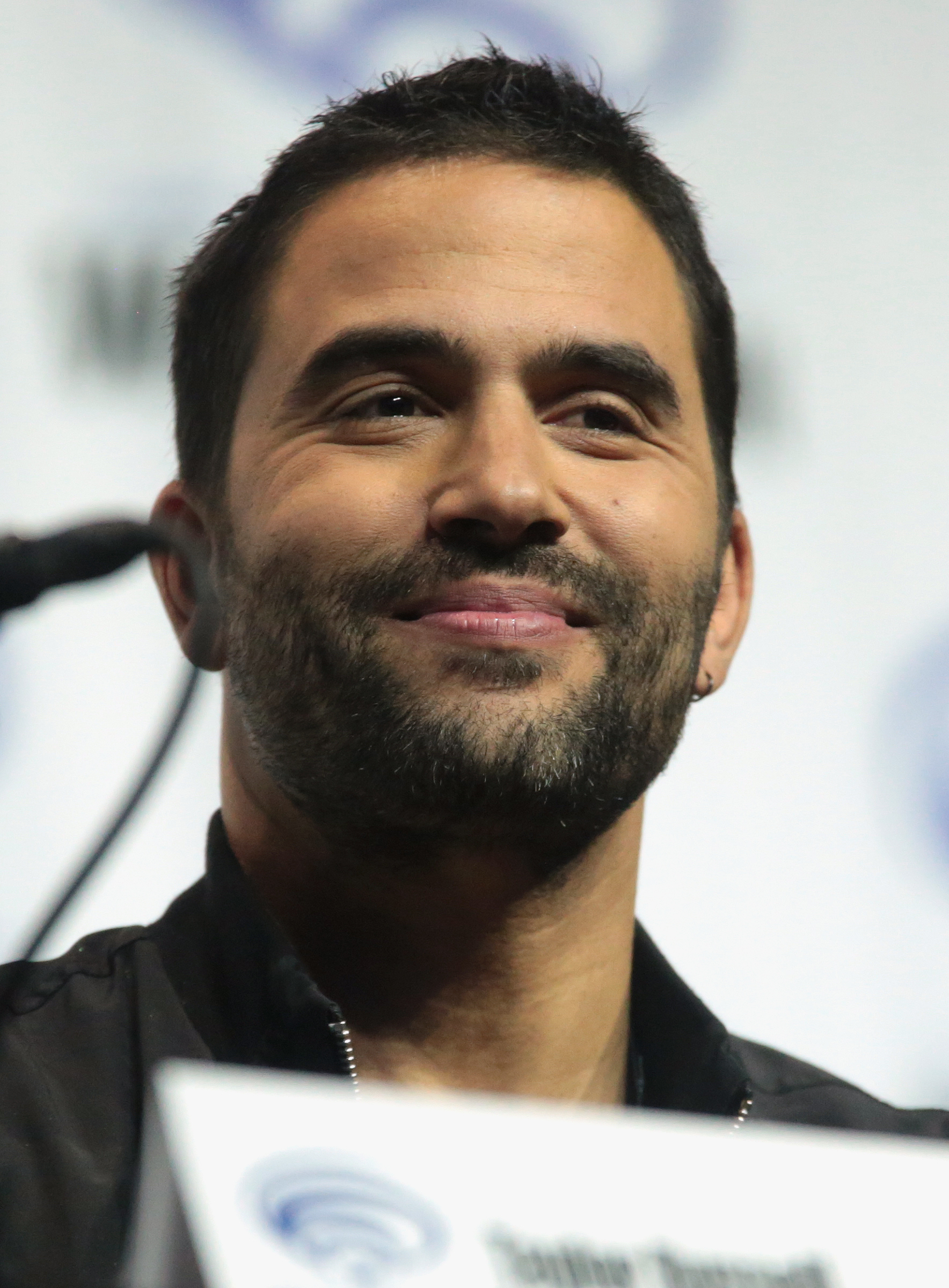
Ignacio Serricchio (2018)

Ignacio Ariel Serricchio (* 19. April 1982 in Buenos Aires) ist ein argentinisch-US-amerikanischer Schauspieler. Bekanntheit erlangte er vor allem durch seine Rollen aus den Serien Bones – Die Knochenjägerin und Lost in Space – Verschollen zwischen fremden Welten.

## Leben und Karriere
Ignacio Serricchio wurde in der argentinischen Hauptstadt Buenos Aires geboren. Nach seinem Umzug in die Vereinigten Staaten im Alter von 19 Jahren, studierte er an der Syracuse University, wo er an deren Theaterprogramm teilnahm. Dort wurde er, unter anderem, auch im Bühnenkampf ausgebildet und genoss Sprecherziehung. Anschließend zog er erneut um, diesmal an die Westküste, wo er an der Loyola Marymount University studierte. 2004 wurde er für seine erste Schauspielrolle vor der Kamera in der Seifenoper General Hospital besetzt, in der schließlich von 2005 bis 2008 vereinzelt auftrat. Während dieser Zeit trat er zudem in den Serien Dr. House, Rodney, Lincoln Heights und Wildfire in Gastrollen auf. 2007 übernahm er zum Ende der zweiten Staffel der Serie Ghost Whisperer – Stimmen aus dem Jenseits als Gabriel Lawrence (Gordon) eine wiederkehrende Rolle. in der von 2008 bis 2009 produzierten Dramedyserie Privileged wirkte er in einer Nebenrolle mit. 2011 trat er als Ed Ramirez im Horrorfilm Quarantäne 2: Terminal auf.
2012 übernahm Serricchio als Alex Chavez in Schatten der Leidenschaft erneut eine Rolle in einer Seifenoper. Die Rolle spielte er bis 2014 in mehr als 70 Episoden. Parallel dazu trat er in den Serien Covert Affairs, CSI: Miami, The Finder, The Client List, CSI: Vegas und The Rebels auf. 2014 übernahm er als Rodolfo Fuentes eine Nebenrolle in der Serie Bones – Die Knochenjägerin. In dieser Rolle war er bis 2017 in den Staffeln 9 bis 12 der Serie zu sehen. Ebenfalls im Jahr 2014 trat er in der zweiten Staffel der Mysteryserie Witches of East End als Tommy Cole in einer Nebenrolle auf. 2015 war er in einer kleinen Rolle in der Filmkomödie Die Trauzeugen AG zu sehen. 2017 war Serricchio in einer Nebenrolle in der Serie Girlfriends’ Guide to Divorce zu sehen und übernahm ein Jahr darauf die Rolle des Julio in Clint Eastwoods Thriller The Mule. 2018 übernahm Serricchio zudem als Don West' eine Hauptrolle in der Serie Lost in Space – Verschollen zwischen fremden Welten, die er Remake der Serie Verschollen zwischen fremden Welten aus den 1960er Jahren darstellt.
Serricchio ist sportbegeistert. In seiner Freizeit betreibt er Kung Fu, Snowboarden und Tauchen. Er spricht insgesamt vier Sprachen und ist zudem zertifizierter Rettungsschwimmer. Daneben setzt er sich als Botschafter für mentale Gesundheit ein. Diese Entscheidung traf er, nachdem sein jüngerer Bruder Suizid beging. In der Vergangenheit sammelte er Spendengelder für Tierheime und Kinderkrankenhäuser, bevor er sich verstärkt auf die Mentalgesundheit fokussierte.

## Filmografie (Auswahl)
- 2005: Dr. House (House, M.D., Fernsehserie, Episode 2x03)
- 2005: Unfabulous (Fernsehserie, Episode 2x04)
- 2005: Rodney (Fernsehserie, Episode 2x04)
- 2005–2008: General Hospital (Fernsehserie, 21 Episoden)
- 2006: States of Grace
- 2007: Lincoln Heights (Fernsehserie, Episode 1x03)
- 2007: Wildfire (Fernsehserie, Episode 3x11)
- 2007–2008: Ghost Whisperer – Stimmen aus dem Jenseits (Ghost Whisperer, Fernsehserie, 6 Episoden)
- 2008: Cold Play
- 2008: Keith
- 2008–2009: Privileged (Fernsehserie, 6 Episoden)
- 2009: House of Payne (Fernsehserie, Episode 5x18)
- 2010: The Accidental Death of Joey by Sue
- 2010: Good Morning Rabbit (Fernsehserie, Episode 1x01)
- 2011: Quarantäne 2: Terminal
- 2011: Covert Affairs (Fernsehserie, Episode 2x04)
- 2011: Seymour Sally Rufus
- 2011–2014: The Bay (Fernsehserie, 14 Episoden)
- 2012: CSI: Miami (Fernsehserie, Episode 10x17)
- 2012: The Finder (Fernsehserie, 2 Episoden)
- 2012: The Client List (Fernsehserie, Episode 1x08)
- 2012–2014: Schatten der Leidenschaft (The Young and the Restless, Fernsehserie, 71 Episoden)
- 2013: CSI: Vegas (CSI: Crime Scene Investigation, Fernsehserie, Episode 13x14)
- 2014: The Rebels (Fernsehserie, Episode 1x01)
- 2014: Witches of East End (Fernsehserie, 9 Episoden)
- 2014–2017: Bones – Die Knochenjägerin (Bones, Fernsehserie, 9 Episoden)
- 2015: Die Trauzeugen AG (The Wedding Ringer)
- 2015: Scorpion (Fernsehserie, Episode 2x02)
- 2016: Zoe Ever After (Fernsehserie, 8 Episoden)
- 2017–2018: Girlfriends’ Guide to Divorce (Fernsehserie, 6 Episoden)
- 2018: El Recluso (Fernsehserie, 13 Episoden)
- 2018: The Mule
- 2018–2020: Family Guy (Fernsehserie, 5 Episoden, Stimme)
- 2018–2021: Lost in Space – Verschollen zwischen fremden Welten (Lost in Space, Fernsehserie)
- seit 2018: American Dad (Fernsehserie, Stimme)
- 2019: Emergence (Fernsehserie, 3 Episoden)
- 2021: Good Girls (Fernsehserie, 9 Episoden)
- 2022: Immer für dich da (Firefly Lane, Fernsehserie, Episode 2x01)
- 2024: Nuked